# Jacques Lüthy
Jacques Lüthy (ur. 11 lipca 1959 w Charmey) – szwajcarski narciarz alpejski, brązowy medalista igrzysk olimpijskich i mistrzostw świata.

## Kariera
Największy sukces w karierze Jacques Lüthy osiągnął w 1980 roku, kiedy podczas igrzysk olimpijskich w Lake Placid wywalczył brązowy medal w slalomie. Po pierwszym przejeździe zajmował drugie miejsce, tracąc do prowadzącego Phila Mahre z USA 0,39 sekundy. W drugim przejeździe Szwajcar uzyskał czwarty czas, co dało mu łącznie trzecie miejsce. Do zwycięzcy, Ingemara Stenmarka ze Szwecji stracił 0,80 sekundy, a do Phila Mahre, który zajął drugie miejsce zabrakło mu 0,30 sekundy. Był to jedyny medal wywalczony przez niego na międzynarodowej imprezie tej rangi. Na tych samych igrzyskach wystartował także w gigancie, w którym po pierwszym przejeździe zajmował jedenaste miejsce. W drugim przejeździe osiągnął drugi wynik i przesunął się na piąte miejsce. Do trzeciego w zawodach Hansa Enna z Austrii stracił 0,24 sekundy. Wystąpił także w slalomie podczas rozgrywanych dwa lata później mistrzostw świata w Schladming, jednak nie ukończył rywalizacji.
W zawodach Pucharu Świata zadebiutował 9 grudnia 1978 roku w Schladming, zajmując dziesiąte miejsce w gigancie. Tym samym już w swoim debiucie wywalczył pierwsze pucharowe punty. W swoim drugim starcie w zawodach tego cyklu, 16 stycznia 1979 roku w Adelboden po raz pierwszy stanął na podium, zajmując trzecie miejsce w gigancie. W zawodach tych wyprzedzili go tylko Ingemar Stenmark i Andreas Wenzel z Liechtensteinu. W kolejnych startach jeszcze siedmiokrotnie stawał na podium, jednak nigdy nie odniósł zwycięstwa. Najlepsze wyniki osiągał 12 grudnia 1979 roku w Madonna di Campiglio, 21 stycznia 1980 roku w Adelboden i 8 marca 1980 roku w Oberstaufen, gdzie był drugi w gigancie oraz 4 stycznia 1983 roku w Parpan, gdzie drugie miejsce zajął w slalomie. W klasyfikacji generalnej najlepszy wynik osiągnął w sezonie 1979/1980, który ukończył na szóstej pozycji. W tym samym sezonie zajął również trzecie miejsce w klasyfikacji giganta, plasując się za Stenmarkiem i Hansem Ennem. W tym samym sezonie zajął ponadto siódme miejsce w klasyfikacji slalomu, a w sezonie 1980/1981 siódme miejsce zajął w klasyfikacji kombinacji alpejskiej. W 1985 roku zakończył karierę.
Lüthy pięciokrotnie zdobywał mistrzostwo Szwajcarii: w kombinacji w 1979 roku oraz w slalomie w latach 1982, 1983, 1985 i 1986.
Po zakończeniu kariery prowadził sklep sportowy w rodzinnym Charmey.

## Osiągnięcia

### Igrzyska olimpijskie
| Miejsce | Dzień     | Rok  | Miejscowość | Konkurencja | Czas biegu  | Strata  | Zwycięzca        |
| ------- | --------- | ---- | ----------- | ----------- | ----------- | ------- | ---------------- |
| 5.      | 19 lutego | 1980 | Lake Placid | Gigant      | 2:40,74 min | +2,01 s | Ingemar Stenmark |
| 3.      | 22 lutego | 1980 | Lake Placid | Slalom      | 1:44,26 min | +0,80 s | Ingemar Stenmark |

### Mistrzostwa świata
| Miejsce | Dzień     | Rok  | Miejscowość | Konkurencja | Czas biegu  | Strata  | Zwycięzca        |
| ------- | --------- | ---- | ----------- | ----------- | ----------- | ------- | ---------------- |
| 5.      | 19 lutego | 1980 | Lake Placid | Gigant      | 2:40,74 min | +2,01 s | Ingemar Stenmark |
| 3.      | 22 lutego | 1980 | Lake Placid | Slalom      | 1:44,26 min | +0,80 s | Ingemar Stenmark |
| DNF     | 7 lutego  | 1982 | Schladming  | Slalom      | 1:48,48 min | -       | Ingemar Stenmark |

### Puchar Świata

#### Miejsca w klasyfikacji generalnej
- sezon 1978/1979: 13.
- sezon 1979/1980: 6.
- sezon 1980/1981: 15.
- sezon 1981/1982: 19.
- sezon 1982/1983: 17.
- sezon 1983/1984: 50.
- sezon 1984/1985: 94.

#### Miejsca na podium
1. Adelboden – 16 stycznia 1979 (gigant) – 3. miejsce
2. Åre – 10 lutego 1979 (gigant) – 3. miejsce
3. Madonna di Campiglio – 12 grudnia 1979 (gigant) – 2. miejsce
4. Kitzbühel – 13 stycznia 1980 (slalom) – 3. miejsce
5. Adelboden – 21 stycznia 1980 (gigant) – 2. miejsce
6. Oberstaufen – 8 marca 1980 (gigant) – 2. miejsce
7. Parpan – 4 stycznia 1983 (slalom) – 2. miejsce
8. Adelboden – 11 stycznia 1983 (gigant) – 3. miejsce